# Фридрих III (Цолерн-Шалксбург)
Фридрих III фон Цолерн-Меркенберг, наричан „Старият рицар“ (на немски: Friedrich III von Zollern-Schalksburg, der alte Ritter; † сл. 20 декември 1378) е граф и господар на Цолерн-Меркенберг-Шалксбург и Мюлхайм (от швабската линия на род Хоенцолерн във Вюртемберг).
Той е син на граф Фридрих II фон Цолерн-Меркенберг-Шалксбург, наричан „по-младият Меркенбергер“ († пр. април 1318) и съпругата му Агнес фон Неленбург († сл. 1325), дъщеря на Манеголд II фон Неленбург, ландграф в Хегау и Мадах († 1294/1295). Внук е на Фридрих I фон Цолерн-Шалксбург „Младия“ († 1302 или 1309) и Удилхилд фон Меркенберг († 1305).
Брат е на Фридрих фон Цолерн „Млади“, каноник в Аугсбург († сл. 26 декемвреи 1372), Агнес, монахиня в Щетен († сл. 1355), и на Удилхилд († сл. 1368), омъжена пр. 1340 г. за граф Хайнрих IV фон Феринген-Хетинген († 1366).
Линията „Цолерн-Шалксбург“ (Вюртемберг) изчезва през 1408 г. със смъртта на Фридрих V фон Цолерн-Шалксбург.

## Фамилия
Фридрих III фон Цолерн-Меркенберг-Шалксбург се жени за графиня София фон Цолерн-Шлюселберг († сл. 5 февруари 1361), незаконна дъщеря на граф Конрад I фон Шлюселберг († 1313). Те имат девет деца:
- Фридрих IV „младият рицар“ (* 1354, † 14 май 1377, убит в битката при Ройтлинген), граф на Цолерн, господар на Шалксбург-Езелсберг, женен пр. 26 февруари 1356 г. за графиня Мехтхилд/Матилда фон Калв-Файхинген († 13 април 1381), вдовица на маркграф Херман IX фон Баден-Еберщайн († 1353)
- Фридрих V „Мюли“ (* 1369, † 1 април 1408), граф на Цолерн, господар на Мюлхайм-Шалксбург, женен пр. 1372 г. Верена фон Хабсбург-Кибург († сл. 1411)
- Фридрих VI (* 1382, † сл. 25 май 1416 в Енгелсбург), дойчхер
- Фридрих VII († 1 август 1427 в Райхенау), вайсграф, ректор на Бургфелден, провост и абат на Райхенау (fl 1407)
- Фридрих VIII († сл. 10 май 1383), шварцграф, монах, конвентуал в Ст. Гален 1370/82
- Луитгард, 1380/87 монахиня в манастир Щетен
- Беатрикс († 15 декември сл. 1386/1387), монахиня в манастир Щетен (1380 – 1387)
- Анна († 1379), абатиса на Шлюселау
- Агнес († 26 януари 1398), омъжена пр. 1356 г. за Свигер X фон Гунделфинген († пр. 6 март 1384)
- София (* ок. 1345; † сл. 29 март 1427), омъжена пр. 15 юни 1372 г. за граф Хайнрих IV фон Фюрстенберг († 1408)